# دليل الحائر (كتاب)
دليل الحائر (الأصل في (بالعبرية: מוֹרֵה נְבוּכִים‏) ، Mōrē Nəḇūḵīm ) هي رواية كتبها عام 2001 الموسيقي البريطاني والناشط المناهض للصهيونية جلعاد آتزمون، الذي وُصف بأنه معاد للسامية .

## ملخص
قُدمت الرواية في شكل مذكرات غير مكتملة للبروفيسور غونتر وونكر، المولود في رمات غان، إسرائيل في الستينيات، وهو مناهض للصهيونية ومؤسس المدرسة الفلسفية لـ«بيبولوجي» (علم التلصص في عرض زقزقة). تدور أحداث الرواية في فترة خيالية في المستقبل القريب، بعد حوالي 40 عامًا من تفكيك دولة إسرائيل واستبدالها بدولة فلسطين. تنتقد الرواية ما تسميه استغلال الهولوكوست لأغراض دعائية تهدف إلى حماية إسرائيل من التدقيق في «تجاوزاتها» ضد الفلسطينيين. يُعرَّف الحائر بأنه «المختار غير المفكر» الذي «يتشبث بتجمعات الأرض التي لا تنتمي إليهم».